# Past Life (série)
Past Life é uma série da FOX, com estreia prevista para fevereiro de 2010. Past Life conta a história de psicólogos e investigadores que tentam ajudar seus pacientes a entender que os problemas pelos quais eles passam hoje são resultado de coisas acontecidas em vidas passadas.
A primeira temporada da série contará com sete episódios nos meses de fevereiro e março e será exibidas às Quintas-feiras, às 21 horas, durante o período em que Fringe estiver em pausa.